# Asedio de Rávena (410)
El asedio de Rávena fue un suceso bélico ocurrido en los primeros meses del año 410. Se enmarca dentro de la segunda invasión de Italia llevada a cabo por Alarico y los visigodos así como en la usurpación de Prisco Átalo.

## Rávena, residencia imperial
Hasta el año 402 la residencia del emperador había estado en Mediolanum (Milán) pero los sucesos acaecidos durante la primera invasión de Italia por Alarico —en la que el propio emperador estuvo a punto de ser capturado por los godos— hicieron aconsejable buscar un sitio más seguro. El lugar elegido fue Rávena, ciudad costera del Adriático que se encontraba rodeada de pantanos y lagunas. Solamente era accesible por un camino de fácil defensa y tenía, además, un puerto militar que aseguraba su abastecimiento por mar.
En el marco de las guerras civiles romanas había sido atacada por Didio Juliano en el año 193 y por Maximiano en el 307. Ambos fracasaron en su intento. Cuando Alarico invadió Italia por segunda vez, evitó la ciudad y pasó de largo para dirigirse, en su lugar, a la capital Roma.

## La usurpación de Prisco Átalo
Entre noviembre y diciembre del año 409, los visigodos sitiaron Roma por segunda vez. En esta ocasión cambiaron de estrategia y exigieron que se nombrase a un emperador alternativo a Honorio quien se hallaba con su corte en Rávena. El elegido fue Prisco Átalo, a la sazón, prefecto de la ciudad en ese momento. Al nuevo gobierno se le presentaron dos desafíos principales: deponer a Honorio y controlar la diócesis de África de donde provenían los cereales con los que se alimentaba Roma. Átalo optó por concentrar su mayor esfuerzo militar en acabar con Honorio y envió una pequeña expedición a África con la estrategia de sobornar a los soldados allí establecidos para que se uniesen a su gobierno.

## El asedio
Un ejército combinado de soldados romanos y visigodos (mayoritariamente estos últimos) partió de Roma a inicios del año 410 y se dirigió a Ariminum (Rímini). Iba comandado por Alarico como magister peditum, Valente como magister equitum y Ataúlfo en el puesto de comes domesticorum equitum; Átalo los acompañaba como emperador.
El ejército llegó a Rímini y recibió una embajada de Honorio compuesta por Jovio, Valente, Potamio y Juliano. Estos ofrecieron en su nombre el reconocimiento formal de Átalo como coemperador aunque el usurpador rechazó la oferta y lo único que ofreció fue que Honorio pudiese elegir su lugar de destierro. A su vuelta, Jovio —quien parece que planeaba cambiarse de bando— comunicó la respuesta de Átalo y añadió, por su cuenta, la condición de que también se le sometería a una mutilación; esto con intención de asustarlo y que emprendiese la huida de Rávena. Tuvo efecto ya que Honorio hizo preparar una flota de barcos para exiliarse en Constantinopla.
El ejército de Átalo abandonó Rimini y puso bajo asedio la residencia imperial. Sin embargo, de manera inesperada, llegó a Rávena una flota del Imperio oriental con 4000 soldados resultado, parece ser, de la gestión diplomática que había hecho Varanes en la corte de Constantinopla. Estos refuerzos permitieron fortalecer la guarnición de la ciudad de tal manera su asalto se haría casi imposible. Honorio, con ánimos renovados, decidió esperar noticias de África que finalmente confirmaron que Heracliano había rechazado el intento de Átalo por controlar la diócesis.

## Retirada de los visigodos
Como las poblaciones en el valle del Po se habían mantenido fieles a Honorio, la falta de los cereales de África ponía en una situación muy precaria al régimen de Átalo y Alarico. Ante la falta de comida, en Roma la población llegó a pedir que «se pusiera precio a la carne humana». Mientras tanto, Rávena permanecía con su entrada marítima abierta para recibir suministros y con su guarnición reforzada. Esta situación hizo imposible el mantenimiento del asedio y el líder visigodo optó por abandonarlo y dedicarse a subyugar las poblaciones de Emilia y Liguria que se mantenían fieles al emperador.